# GMC Sierra EV
GMC Sierra EV – elektryczny samochód osobowy typu pickup klasy wyższej produkowany pod amerykańską marką GMC od 2024 roku.

## Historia i opis modelu

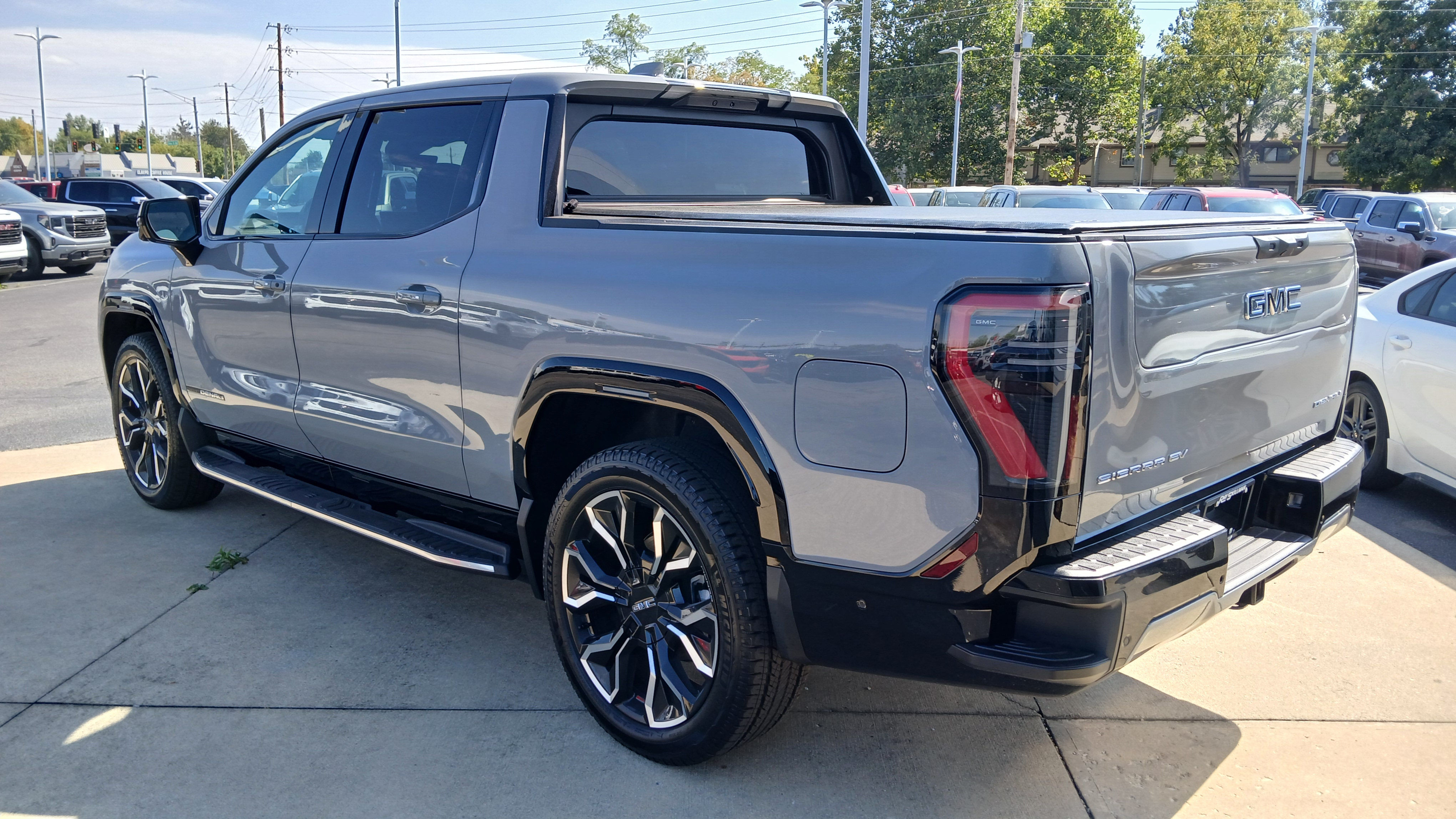
GMC Sierra EV Denali - tył

Wzorem bratniego Chevroleta, w październiku 2022 także i GMC ogłosiło rozbudowanie oferty swoich pickupów o elektryczny odpowiednik modelu Sierra, nie mający z nim nic wspólnego poza nazwą. GMC Sierra EV powstało jako bliźniacza konstrukcja wobec Chevroleta Silverado EV, opierając się na podułowej platformie koncernu General Motors Ultium dedykowanej samochodom elektrycznym, stanowiąc przystępniejszą cenowo i bardziej konwencjonalną alternatywę dla innego elektrycznego pickupa w ofercie, lifestyle'owego i mniejszego Hummera EV.
Pod kątem stylistycznym Sierra EV wyróżniła się masywną, krągłą sylwetką z charakterystycznie dla GMC ukształtowanymi reflektorami wykonanymi w technologii full LED. Miejsce, w którym tradycyjnie znajduje się atrapa chłodnicy, posłużyło za duży plastikowy panel z logo producenta, który otwierając się razem z maską udostępnia przedni bagażnik, tzw. frunk. Obszerna przestrzeń transportowa umożliwia powiększenie jej kosztem tylnego rzędu siedzeń, za którym szyba oraz ściana są uchylane.
W stosunku do bliźniaczego Chevroleta, Sierra EV zyskała bardziej minimalistyczno-cyfrowo zaaranżowaną deskę rozdzielczą wykorzystującą do wykończenia materiały bliższe klasie premium. Przyozdobiły ją dwa wyświetlacze: mniejszy, przed kierowcą, ma 11 cali, z kolei znacznie większy, pionowy ekran w centralnym punkcie deski rodzielczej charakteryzuje się przekątną 16,8 cala z rozbudowanymi funkcjonalnościami i dostępem do internetu.

### Sprzedaż
GMC Sierra EV powstało z myślą o rynku amerykańskim i kanadyjskim, gdzie dostawy pierwszych egzemplarzy zaplanowane zostały na początek 2024 roku. Do produkcji elektrycznego pickupa wyznaczone zostały zakłady produkcyjne GM-Zero w Hamtramck, gdzie General Motors wytwarza też pokrewnego Silverado EV i Hummera EV.

### Dane techniczne
Sierra EV to samochód elektryczny, który napędzany jest przez 750-konny silnik rozwijający 1000 Nm maksymalnego momentu obrotowego. Samochód rozpędza się do 100 km/h w 4,6 sekundy, umożliwiając holowanie ładunku o masie 4,3 tony i transport ładunku do 700 kilogramów. Zestaw akumulatorów umożliwia przejechanie na jednym ładowaniu ok. 643 kilometrów, obsługując system szybkiego ładowania o mocy do 350 kW.